# Såmmarjaure
Såmmarjaure är en sjö i Arjeplogs kommun i Lappland och ingår i Piteälvens huvudavrinningsområde. Sjön har en area på 0,22 kvadratkilometer och ligger 525,2 meter över havet. Såmmarjaure ligger i Ståkke-Bårgå fjällurskog Natura 2000-område. Sjön avvattnas av vattendraget Pingobäcken.

## Delavrinningsområde
Såmmarjaure ingår i det delavrinningsområde (735427-160557) som SMHI kallar för Mynnar i Stor-Mattaure. Medelhöjden är 549 meter över havet och ytan är 36,49 kvadratkilometer. Det finns inga avrinningsområden uppströms utan avrinningsområdet är högsta punkten. Pingobäcken som avvattnar avrinningsområdet har biflödesordning 3, vilket innebär att vattnet flödar genom totalt 3 vattendrag innan det når havet efter 223 kilometer. Avrinningsområdet består mestadels av skog (89 procent). Avrinningsområdet har 0,98 kvadratkilometer vattenytor vilket ger det en sjöprocent på 2,7 procent.